# Ochrilidia
Ochrilidia är ett släkte av insekter. Ochrilidia ingår i familjen gräshoppor.

## Bildgalleri

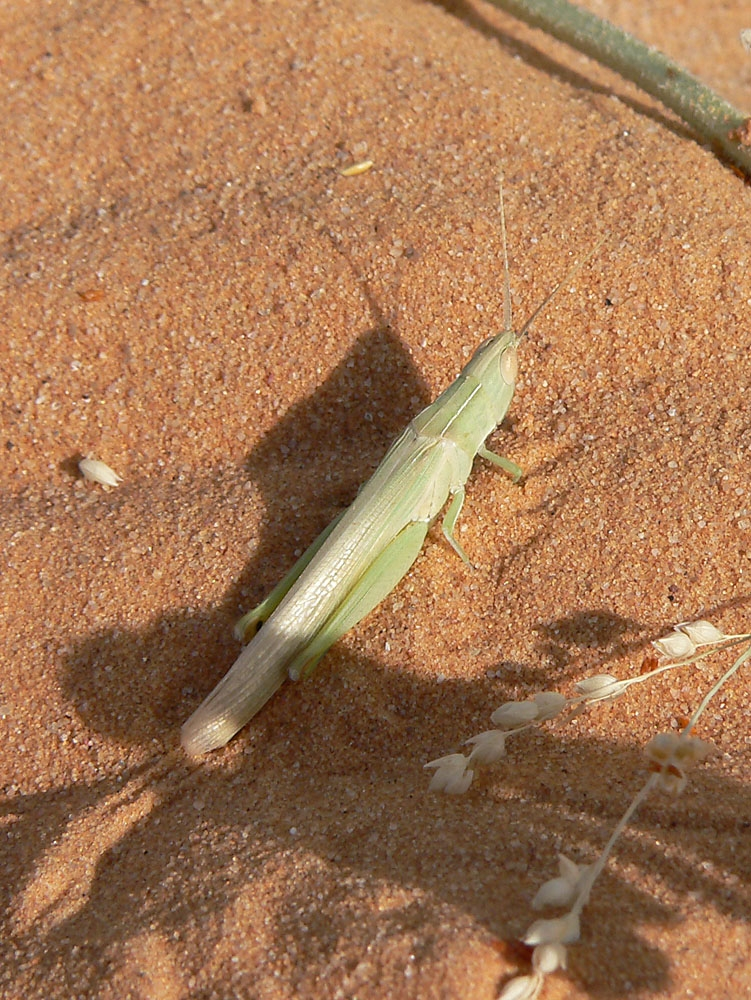

## Dottertaxa tillOchrilidia, i alfabetisk ordning[1]
- Ochrilidia ahmadi
- Ochrilidia albrechti
- Ochrilidia alshatiensis
- Ochrilidia beybienkoi
- Ochrilidia cretacea
- Ochrilidia curta
- Ochrilidia filicornis
- Ochrilidia geniculata
- Ochrilidia gracilis
- Ochrilidia harterti
- Ochrilidia hebetata
- Ochrilidia intermedia
- Ochrilidia johnstoni
- Ochrilidia marmorata
- Ochrilidia martini
- Ochrilidia mistshenkoi
- Ochrilidia nubica
- Ochrilidia nuragica
- Ochrilidia obsoleta
- Ochrilidia orientalis
- Ochrilidia pachypes
- Ochrilidia pasquieri
- Ochrilidia persica
- Ochrilidia popovi
- Ochrilidia pruinosa
- Ochrilidia richteri
- Ochrilidia sicula
- Ochrilidia socotrae
- Ochrilidia surcoufi
- Ochrilidia tibialis
- Ochrilidia tryxalicera
- Ochrilidia turanica